# Paratyphlotanais
Paratyphlotanais är ett släkte av kräftdjur. Paratyphlotanais ingår i familjen Nototanaidae.
Kladogram enligt Catalogue of Life:
| Paratyphlotanais | \| \| Paratyphlotanais armatus \| \| \| \| \| \| Paratyphlotanais typica \| \| \| \| |
|                  | \| \| Paratyphlotanais armatus \| \| \| \| \| \| Paratyphlotanais typica \| \| \| \| |
|                  | Metatanais                                                                           |
|                  |                                                                                      |
|                  | Nesotanais                                                                           |
|                  |                                                                                      |
|                  | Nototanais                                                                           |
|                  |                                                                                      |
|                  | Peraeospinosus                                                                       |
|                  |                                                                                      |
|                  | Protanaissus                                                                         |
|                  |                                                                                      |
|                  | Tanaissus                                                                            |
|                  |                                                                                      |
|                  | Teleotanais                                                                          |
|                  |                                                                                      |
|                  | Typhlotanais                                                                         |
|                  |                                                                                      |
|                  | Typhlotanoides                                                                       |
|                  |                                                                                      |
|                  | Paratyphlotanais armatus                                                             |
|                  |                                                                                      |
|                  | Paratyphlotanais typica                                                              |
|                  |                                                                                      |

|  | Paratyphlotanais armatus |
|  |                          |
|  | Paratyphlotanais typica  |
|  |                          |